# ابن العطار
ابن العطار هو علاء الدين أبو الحسن بن إبراهيم بن داود بن سليمان بن العطار الدمشقي الشافعي الجهني، تلميذ النووي.ولد في دمشق يوم عيد الفطر سنة 654 هـ في أواخر الدولة العباسية قبل سقوط بغداد بعام، بدأ حياته في الدراسة باكرآ وحفظ القرآن الكريم ولم يكن يبلغ من العمر خمسة عشر عامآ وأخذ عن الإمام النووي جملة من العلوم النافعة.

## حياته
مضت حياة ابن العطار في الاجتهاد وتحصيل العلم من دمشق وبين علمائها الكبار تكونت أفكاره واستفاد منهم، وارتحل في البلاد الإسلامية إلى مكة المكرمة والمدينة المنورة وبيت المقدس والقاهرة واليمن واجتمع بكبار العارفين والعلماء، عاد إلى دمشق واستقر بها وشدت رحال طالبي العلم من شتى الاصقاع إليه وكانت داره في دمشق جواهر تدريسه فسمع منه الكثير من طالبي العلم مثل كمال الدين الزملكاني وابن الفخر وأبو المجد الصيرفي والبرازالي وغيرهم.

## مؤلفاته
له الكثير من المؤلفات والمراجع منها:
- تحفة الطالبين في ترجمة الإمام النووي والمنثورات
- عيون المسائل المهمات للنووي - رتب على أبواب (ابن العطار)
- مجلس في زيارة القبور وأحكام المقبول منها والمحذور
- مختصر النصيحة لأهل الحديث
- شرح الأربعين النووية
- آداب الخطيب
- العدة في شرح العمدة
- الاعتقاد الخالص من الشك والانتقاد.

## وفاته
توفي علاء الدين ابن العطار في أول ذي الحجة سنة 724 هـ وصلي عليه في الجامع الأموي الكبير ودفن بتربة خاصة على سفح جبل قاسيون في دمشق.